# 格林布魯克鎮區 (新澤西州)
格林布魯克鎮區（英語：Green Brook Township）是位於美國新澤西州薩默塞特縣的一個鎮區。

## 地方資料
格林布魯克鎮區的面積為11.43平方千米，當中陸地面積為11.42平方千米，而水域面積為0.01平方千米。根據2020年美國人口普查的數據，當地共有人口7281人，而人口密度為每平方千米637.01人。